# Abitibi
L'Abitibi è un fiume del Canada che scorre nel nord est dell'Ontario. Nasce dal lago Abitibi da dove si dirige verso nord ovest per 540 chilometri per affluire nel fiume Moose, il quale a proprio volta sfocia nella baia di James.